# Planigale ingrami
Planigale ingrami es el más pequeño de los marsupiales y uno de los mamíferos más pequeños. Rara vez es visto, pero es común en las planicies y llanuras; a veces, en los pastizales inundados del oeste de Australia.

## Subespecies
Se reconocen las siguientes subespecies:
- P. i. ingrami Thomas, 1906
- P. i. brunnea Troughton, 1928
- P. i. subtilissima Lönnberg, 1913